# Mouthiers-sur-Boëme
Mouthiers-sur-Boëme är en kommun i departementet Charente i regionen Nouvelle-Aquitaine i västra Frankrike. Kommunen ligger  i kantonen Blanzac-Porcheresse som ligger i arrondissementet Angoulême. År 2022 hade Mouthiers-sur-Boëme 2 358 invånare.

## Befolkningsutveckling
Antalet invånare i kommunen Mouthiers-sur-Boëme
Referens:INSEE